# برنامج تلفزيوني (إنقاذ أنفسنا)
إنقاذ أنفسنا هو برنامج تلفزيوني أصدر عام 2020 تم بثه على شبكة التليفزيون الأمريكية في 22 أبريل 2020 ، خلال جائحة كوفيد-19.   استضافته أنتوني أندرسون ، وكيلي رولاند ، وتيرينس جيه ، وريجينا هول ، تم تقديم خاص لمدة ساعتين لجمع الأموال لصندوق الرهان للإغاثة من ككوفيد-19 ، الذي أنشأه BET بالتعاون مع يونايتد وورلد وايلد ، الذي يهدف إلى دعم الأميركيين الأفارقة الذين تأثروا بشدة بالوباء.
كان بث متزامن على القنوات الشقيقة يراهن عليها و MTV2 (مع بث وسيم فوري على VH1) ، إلى جانب ترتد التلفزيون. كما تم بثه في جميع أنحاء العالم عبر بيت انترناشيونال وتم بثه على موقع بيت على الويب ومنصات الوسائط الاجتماعية الخاصة به ، إلى جانب بيت +والمد و تلفزيون بلوتو.
وظهر في ما بعد أن العرض الخاص جمع 16 مليون دولار من الأموال. 

## العروض
| الفنان(ون) | أغنية(أغاني)                                     |
| --- | ------------------------------------------------ |
| كيرك فرانكلين فانتازيا جوناثان ماكرينولدز كيلي برايس تاشا كوبس ليونارد لاندريا جونسون ميلفين كريسبيل الثالث تيريز جيبسون | "أنا ابتسم"                                      |
| مرشد إيلا ماي جيرمين دوبري                                                                                               | " لا تضيع وقتي "                                 |
| جون ليجند | "الحب الأكبر"                                    |
| د الدخان سيد دافيون فاريس تيفاني جوتشي                                                                                   | "الشعر لأسفل" "سافر" "الحب يحتاج إلى الحب اليوم" |
| أليشيا كيز | " إمباير ستيت أوف مايند "                        |
| لوداكريس جيرمين دوبري | " مرحبا بكم في أتلانتا "                         |
| كلوي x هالي سواي لي | "الحق"                                           |
| أنتوني هاميلتون | " اتكل علي "                                     |
| بوجو بانتون | "كل شيء سيكون على ما يرام"                       |
| جينيه ايكو ح. ER | " بس "                                           |
| تشارلي ويلسون | "مبروك" " فالنتاين للأبد " " متميز "             |

## المظاهر
- ديون كول
- تينا ليفورد
- أنجيلا راي
- ليل واين
- سمين جو
- هوبي غولدبرغ
- إم سي لايت
- الملكة اللطيفة
- دي جي بريمير
- شون كومبس
- شارلمان ثا الله
- الدكتور ريدا ووكر
- كريم عبد الجبار
- قيعان كيشا لانس
- دي جي خالد
- هالي بيري
- إدريس إلبا
- سيمون ساندرز
- دي نيس
- تيفاني حدوش
- سيارا
- نومالانجا شوزي
- فلورا كوكيريل
- يوردان ريان
- الشباب تي آند باغسي
- سابرينا إلبا
- ليزو
- موريس كستناء]
- الشاربتون
- دون تشيدل
- كيفن هارت
- كيوبيد

## الروابط الخارجية
- Saving OurSelves: BET COVID-19 Relief Effort  في قاعدة بيانات الأفلام على الإنترنت (بالإنجليزية)